# Kristin Franke Björkman
Kristin Franke Björkman, född 15 juli 1991, är en svensk friidrottare (tresteg). Hon tävlar för klubben IF Göta.
Franke Björkman deltog år 2010 vid junior-VM i Moncton, Kanada och kom där på trettonde plats i tresteg.
Vid U23-EM i Ostrava, Tjeckien blev Franke Björkman utslagen i kvalet.

## Personliga rekord
| Utomhus - 100 meter – 12,65 (medvind) (Torsby 22 maj 2010) - 200 meter – 25,61 (Torsby 28 maj 2011) - Längdhopp – 5,89 (Lilleström, Norge 4 juli 2011) - Tresteg – 13,28 (Mannheim, Tyskland 3 juli 2010) | Inomhus - 60 meter – 7,85 (Karlstad 13 februari 2010) - Längdhopp – 5,80 (Örebro 9 januari 2010) - Tresteg – 13,29 (Malmö 20 januari 2010) - Tresteg – 13,12 (Sätra 27 februari 2010) |

### Fotnoter
1. ↑  ”Stora inne-SM 2009 dag 2, resultat”. ism2009.se. Arkiverad från originalet den 4 mars 2016. https://web.archive.org/web/20160304222657/http://www.ism2009.se/filer/resultat_dag2.html. Läst 17 juli 2012.
2. ↑  ”Stora inne-SM 2010 dag 1, resultat”. friidrott.stockholm.se. http://www.friidrott.stockholm.se/ISM2010/Page.asp?PageIdentifier=RESLORDAG. Läst 19 juli 2012.
3. 1 2 3 4 5 6 7 8  ”Personsida på AllAthletics” (på engelska). all-athletics.com. Arkiverad från originalet den 21 november 2016. https://web.archive.org/web/20161121174426/http://www.all-athletics.com/node/316284. Läst 21 november 2016.
4. 1 2 3  ”Personsida hos IAAF” (på engelska). iaaf.org. https://www.iaaf.org/athletes/sweden/kristin-franke-bjorkman-251636. Läst 21 november 2016.
5. ↑  ”JEM22 em1: Spjut vassaste kvalgrenen”. friidrott.se. 14 juli 2011. Arkiverad från originalet den 21 november 2016. https://web.archive.org/web/20161121181853/http://www.friidrott.se/nyheter.aspx?id=12706. Läst 21 november 2016.
6. ↑  ”European Athletics U23 Championships - Ostrava 2011” (på engelska). european-athletics.org. http://www.european-athletics.org/competitions/european-athletics-u23-championships/history/year=2011/results/index.html. Läst 19 oktober 2017.
7. 1 2 3  ”Personsida på European Athletics' webbplats” (på engelska). european-athletics.org. http://www.european-athletics.org/athletes/group=f/athlete=129037-franke-bjorkman-kristin/index.html. Läst 21 november 2016.